# Prospectiva tecnológica
La prospectiva tecnológica o perspectiva tecnológica es un proceso sistemático que analiza el estado actual y las perspectivas de progreso científico y tecnológico para identificar áreas estratégicas de investigación y tecnologías emergentes en las que concentrar los esfuerzos de inversión y así obtener los mayores beneficios económicos y/o sociales.
La prospectiva tecnológica están orientadas a un conjunto de técnicas que permiten definir la relevancia de una tecnología en un momento futuro. Una característica principal de la prospectiva  es que parte de la existencias de varios posibles futuros (futurables y futuribles) los cuales se enmarcan en un contexto dado, que puede ser bajo la jurisdicción de un país, un sector o una empresa. La finalidad de la prospectiva tecnológica es facilitar la toma de decisiones donde la tecnología constituye un factor cada vez más determinante, y en el que el propio ritmo de cambio tecnológico, cada día más acelerado, incorpora un grado creciente de incertidumbre.
Un análisis de prospectiva tecnológica parte de la identificación del tipo de tecnología que se desea analizar, que habitualmente se engloba en una de las tres categorías siguientes:
- Tecnologías claves: son aquellas que tienen un mayor impacto sobre la rentabilidad de los productos o la mejora de la productividad. Su difusión es limitada y su posesión va a condicionar fuertemente la posición competitiva de la empresa.

- Tecnologías de base: son tecnologías ampliamente disponibles por las empresas de un mismo sector y suele ser común a todos los productos de una actividad concreta.

- Tecnologías emergentes: son aquellas que en una primera fase de su aplicación en la empresa muestran un notable potencial de desarrollo. El nivel de incertidumbre que rodea a estas tecnologías es particularmente elevado.

Esta clasificación esta estrechamente relacionada con el concepto de ciclo de vida de la tecnología, donde se distinguen tres etapas: nacimiento, crecimiento y madurez . El nacimiento se asocia a tecnologías emergentes, el crecimiento a tecnologías claves y, finalmente, la madurez y el declive a tecnologías de base por lo que es muy diferente.
La prospectiva tecnológica se utiliza dentro de la gestión de la I+D+I para dar apoyo a las decisiones de inversión en tecnología, conjuntamente con la vigilancia tecnológica.